# Mahutny Boża
Ма́гутны Бо́жа / Малітва (biał. łac. Mahutny Boža / Malitva, pol. Boże Wszechmocny / Modlitwa) – pieśń uważana za nieoficjalny hymn religijny białoruskiego ruchu narodowego. Jest ona często wykonywana w kościołach katolickich, ale także śpiewana przez prawosławne chóry. Od lat towarzyszy też uczestnikom antyłukaszenkowskich demonstracji.

## Historia powstania
W 1943 roku poetka Natalla Arsienniewa napisała wiersz pt. „Malitwa” (pol. „Modlitwa”). W 1944 roku Arsienniewa wraz z mężem (dowódcą Białoruskiej Obrony Krajowej) wyemigrowała z Białorusi, a władze sowieckie uznały parę za kolaborantów. W 1947 roku kompozytor Mikoła Rawienski napisał do wiersza muzykę. Po rozpadzie ZSRR pieśń miała szansę zostać oficjalnym hymnem państwowym Białorusi.

## Tekst[2]
| Cyrylica | Łacinka | Tłumaczenie |
| --- | --- | --- |
| Магутны Божа! Уладар сусветаў, Вялікіх сонцаў і сэрц малых! Над Беларусяй, ціхай і ветлай, Рассып праменні свае хвалы. Дай спор у працы штодзённай, шэрай, На лусту хлеба, на родны край, Павагу, сілу і веліч веры, У нашу праўду, у прышласць — дай! Дай урадлівасць жытнёвым нівам, Учынкам нашым пашлі ўмалот! Зрабі магутнай, зрабі шчаслівай Краіну нашу і наш народ! | Mahutny Boža! Ŭładar suśvietaŭ, Vialikich soncaŭ i serc małych! Nad Biełarusiaj cichaj i vietłaj Rassyp pramieńni svaje chvały. Daj spor u pracy štodzionnaj šeraj, Na łustu chleba, na rodny kraj, Pavahu, siłu i vielič viery U našu praŭdu, u pryšłaść — daj! Daj uradlivaść žytniovym nivam, Učynkam našym pajšli ŭmałot! Zrabi mahutnaj, zrabi ščaślivaj Krainu našu i naš narod! | Boże Wszechmocny! Panie świata, Wielkich słońc i serc małych! Nad Białorusią, cichą i życzliwą, Rozsyp promienie Swojej chwały. Daj pomyślność w pracy codziennej, szarej, Na kromkę chleba na rodzimy kraj, Szacunek, siłę i ogrom wiary, W naszą prawdę i przyszłość — daj! Daj urodzaj niwom żytnim, Siły dodaj ile zdołasz, w bród! Potężną i szczęśliwą spraw, o Panie Krainę naszą i nasz naród! |